# Ghetto D
Ghetto D è il sesto album del rapper statunitense Master P, pubblicato nel 1997 da No Limit e Priority Records. In Canada la commercializzazione dell'album è affidata anche alla Virgin Music.
Ghetto D ha ricevuto un largo riscontro commerciale, diventando il primo album di Master P certificato multi-platino dalla RIAA, affermandosi col tempo come uno degli album di musica hip hop più venduti della storia. Ha raggiunto il primo posto sia tra gli album hip hop sia nella Billboard 200, vendendo oltre 200 000 copie nella sua prima settimana in classifica e il 4 agosto del 2006, secondo SoundScan, ha venduto 3 185 221 copie fisiche.

## Titolo e copertina
Il titolo dell'album è un'abbreviazione di Ghetto Dope (droga del ghetto). La sua copertina originale mostrava un tossicodipendente da crack, seduto su un marciapiede, fumarsi una pipa di crack, con i fumi della pipa che si trasformano in un collage di copertine degli album della No Limit Records. Le polemiche e la risposta dei rivenditori ad una copertina così esplicita e provocatoria portarono Master P a ritirare e ristampare il disco a pochi giorni dalla sua pubblicazione, con una nuova copertina censurata.

## Stile musicale
Ghetto D, pubblicato un anno dopo Ice Cream Man, è stato descritto come un album con un tono più "scuro e hardcore" del precedente, essendo strutturato musicalmente da disco formalista per il rap del sud degli Stati Uniti. I temi del disco ruotano attorno alla vita criminale.
| Recensione           | Giudizio |
| -------------------- | -------- |
| AllMusic             | [ 1 ]    |
| RapReviews           | [ 7 ]    |
| Robert Christgau     | C+       |
| Entertainment Weekly | B        |

## Tracce
1. Ghetto D (featuring C-Murder, Silkk The Shocker) – 4:37
2. Let's Get Em (featuring Mystikal, Silkk The Shocker) – 5:48
3. I Miss My Homies (featuring Pimp C, Silkk The Shocker, Mo B. Dick, Odell) – 5:25
4. We Riders (featuring Mac) – 3:58
5. Throw 'Em Up (featuring Kane & Abel) – 3:22
6. Tryin' 2 Do Something (featuring Fiend, Mac, Mo B. Dick) – 3:24
7. Plan B (featuring Mia X) – 3:50
8. Weed & Money (featuring Silkk The Shocker) – 4:04
9. Captain Kirk (featuring Fiend, Silkk The Shocker, Mystikal) – 5:05
10. Stop Hatin' (featuring Fiend, Silkk The Shocker, Mo B. Dick, Odell) – 5:04
11. Eyes On Your Enemies (featuring Silkk The Shocker, Mo B. Dick, Odell) – 3:29
12. Make 'Em Say Uhh! (featuring Fiend, Silkk The Shocker, Mia X, Mystikal) – 5:06
13. Going Through Somethangs (featuring Big Ed, Mr. Serv-On) – 4:41
14. Only Time Will Tell (featuring Mac, Sons of Funk) – 4:08
15. After Dollars, No Cents (featuring Silkk The Shocker) – 3:34
16. Gangstas Need Love (featuring Silkk The Shocker) – 4:07
17. Pass Me Da Green – 3:05
18. Come and Get Some (featuring C-Murder, Prime Suspects) – 2:31
19. Bourbons and Lacs (featuring Silkk The Shocker, Lil Gotti, Mo B. Dick) – 4:09

## Classifiche

### Classifiche settimanali
| Classifica (1997)         | Posizione massima |
| ------------------------- | ----------------- |
| Stati Uniti               | 1                 |
| US Top R&B/Hip-Hop Albums | 1                 |
| Classifica (2005)         | Posizione massima |
| US Catalog Albums         | 44                |

### Classifiche di fine anno
| Classifica (1997)         | Posizione massima |
| ------------------------- | ----------------- |
| Stati Uniti               | 50                |
| US Top R&B/Hip-Hop Albums | 13                |
| Classifica (1998)         | Posizione massima |
| Stati Uniti               | 47                |
| US Top R&B/Hip-Hop Albums | 27                |